# Притисянська автономія
Притисянська автономія — проєкт угорської автономної території у Закарпатській області з центром у м. Берегове. 
Проєкт має підтримку Угорщини й частини угорських організацій Закарпаття, зокрема Демократичної спілки угорців України, найчисельнішою громадською організацією закарпатських угорців.

## Передумови
Разом з приєднанням Закарпаття до складу СРСР, у складі новоствореної Закарпатської області опинилася частина території з майже моноетнічним компактним угорським населенням, яке зберігало і продовжує зберігати тісні культурні та економічні зв'язки з Угорщиною.

## Населення
За даними перепису населення 2001 року, на території Закарпатської області проживає 151 516 етнічних угорців (12,1% населення) та 158 729 угорськомовних (12,7% населення).  
Характерною особливістю є те, що левова їх частка компактно зосереджена вздовж кордону з Угорщиною. 
Так у Берегівському районі проживає 41,2 тис. угорців (76,1% населення), у м.Берегове 12,8 тис. (48,1%). 
У Виноградівському, Ужгородському (з містом Чоп), та Мукачівському районах угорці компактно мешкають у південних частинах, де їх налічується відповідно 30,9 тис., 24,8 тис., та 12,9 тис. 
Загалом на ці райони припадало 80,9% угорського населення Закарпаття, 122,6 з 151,5 тис.
|                                                                                          |  |                                                                                            |  |  |  |
| Найпоширеніша рідна мова у містах і сільрадах Закарпатської області за переписом 2001 р. |  | Поширеність угорської мови у містах і сільрадах Закарпатської області за переписом 2001 р. |  |  |  |

## Підтримка проєкту
У 2012 р. посол Угорщини в Україні Міхаль Баєр повідомив, що Угорщина підтримує ідею створення в Закарпатська область автономії для угорської громади.
У жовтні 2013 року депутат Європарламенту від угорської партії Йоббік Бела Ковач на форумі у Берегові заявив, що створення Притисянського округу на Закарпатті з включенням до нього населених пунктів з більшістю угорськомовного населення є умовою для приєднання України до ЄС.
У 2017 році Міністерство закордонних справ Угорщини повідомило українському посольству про акцію 13 жовтня під гаслом Самовизначення для Закарпаття. 
Організаторами акції виступила угорська право-радикальна партія Йоббік.
У травні 2019 року лідер угорської праворадикальної партії Йоббік Томаш Шнайдер відвідав з приватним візитом село Вари біля якого для будівництва доріг почали використовувати колишні відвали Мужіївського золоторудного родовища та заявив про наявність радіації в них, а також про необхідніть отримання Закарпаттям автономії.
Через підконтрольних політиків та громадські організації в Україні Будапешт вкотре намагається створити в українському Закарпатті Притисянський виборчий округ, який, на перший погляд, є демократичним інструментом волевиявлення закарпатських угорців, але насправді несе приховану загрозу суверенітету України.
Інформаційна «розкрутка» питання створення угорського виборчого округу на Закарпатті стартувала під час передвиборчої кампанії з виборів Президента України навесні 2019 року. 
У березні народний депутат України та голова Товариства угорської культури Закарпаття (угор. KMKSZ) Василь Брензович подав судовий позов проти Центральної виборчої комісії України за відмову у створенні так званого Притисянського виборчого округу. 
Йдеться про визначення окремого виборчого округу на території 4-х районів Закарпаття вздовж річки Тиса, де компактно проживають етнічні угорці, нібито з метою обрання нацменшиною свого представника у Верховній Раді, яким, до речі, і є сам Брензович. 
Причому, готуючись до того, що суд ймовірно підтримає законну відмову ЦВК, угорці почали діяти на рівні місцевих рад Закарпаття.
17 травня, на черговій сесії Берегівської міськради, голова найбільшої проугорської фракції Демократичної партії угорців України (ДПУУ) Кароліна Дорчі, відома своєю антиукраїнською позицією[джерело?], планувала зачитати звернення депутатів до ЦВК щодо створення Притисянського угорського виборчого округу на Закарпатті. 
Однак, за відсутності кворуму, сесія міськради так і не відбулась.
30 травня 2019 року стало відомо, що Уряд Угорщини виділяє 2,5 мільярди форинтів (понад 7.500.000 євро) на широкомасштабну програму підтримки угорської культури на Закарпатті. На пресконференції у Будапешті Іштван Грежа, уповноважений угорського міністра, відповідальний за розвиток співпраці між областю Саболч-Сатмар-Берег і Закарпаттям назвав це «угорською культурною експансією». Першим етапом цієї програми є реконструкція Угорського національного театру в Берегові, де вже цієї осені розміститься також культурний центр імені Шарі Федак. За словами Іштвана Грежі далі розпочнеться підтримка закладів культури по всьому Закарпаттю. Ця програма потребує коштів у 2,5 мільярди форинтів. Це дозволить завершити реконструкцію будинків культури в Шаланках та Пейтерфолво.